# リンレイ
株式会社リンレイは、主に業務用・家庭用等の清掃用化学製品の製造・開発・販売を手がける化学メーカーである。

## 沿革
- 1944年（昭和19年）9月 - 東日本特殊塗装剤工業株式会社として設立。
- 1947年（昭和22年） - 東日本化学工業株式会社と社名変更し、本社を東京都中央区銀座4丁目に移転する。
- 1951年（昭和26年） - 大阪支店開設。
- 1958年（昭和33年） 8月 - 株式会社福岡リンレイ設立。
- 1961年（昭和36年） - ブランド名「リンレイ」の浸透・定着を図る目的により、社名を「株式会社リンレイ」と変更する
- 1987年（昭和62年） - 台湾リンレイを設立。
- 1989年（平成元年） - 台湾リンレイ観音工場の操業を開始。

## 提供番組
- テレビ
  - News every.（日本テレビ・NNN系列）：月・水・金→火・木ローテーション 17:53 - 19:00
  - Nスタ（TBSテレビ・関東ローカル）：火・木→月・水・金ローテーション 17:50 - 19:00
  - サタデープラス（毎日放送制作・TBS系列）：毎週土曜日 7:58 - 9:25

- ラジオ
  - 三丁目バス停前の珈琲店 〜金沢雅美と家族のかたち〜（TBSラジオ）：毎週土曜 20:00 - 20:30、2023年4月1日 - [3]
  - The living path of Music（InterFM897）: 月曜-水曜8:50-8:55/19:55-20:00、木曜8:50-8:55/20:55-21:00、金曜8:50-8:55/21:55-22:00、土曜8:55-9:00/21:55-22:00、日曜 8:55-9:00/17:55-18:00、2024年4月1日 - [4]

### 過去の提供番組
- テレビ
  - 出川哲朗の充電させてもらえませんか?（テレビ東京）
- ラジオ
  - RINREI CLASSY LIVING（J-WAVE）：毎週土曜 20:00 - 20:54、2017年4月1日 - リンレイの提供は2020年9月まで
  - 金沢雅美のちょっと寄ってかない？（文化放送）：毎週月曜 20:00 − 20:30、2017年4月3日[5] - 2017年9月25日[6]）
  - RINREI SOMEWHERE IN ASIA（J-WAVE）：毎週土曜 0:30 - 1:00、2017年10月7日 - 2019年3月30日[7]
  - RINREI MUSIX ASIA（J-WAVE）土曜 0:30 - 1:00、2019年4月6日 - 2019年9月28日/土曜 0:00 - 0:30、2019年10月5日 - 2023年4月1日[8]
  - RINREI ASIAN SOUNDSCAPE（J-WAVE）：毎週金曜 24:00 - 24:30、2023年4月8日 - 2023年9月30日[9]